# آزادی اینترنت
آزادی اینترنت، یک اصطلاح کلی است که شامل حقوق دیجیتال، آزادی اطلاعات، حق دسترسی به اینترنت، آزادی از سانسور اینترنت و بی‌طرفی شبکه می‌شود.
در ژوئن ۲۰۱۲، شورای حقوق بشر سازمان ملل متحد آزادی اینترنت را به عنوان یک حقوق بشر اعلام کرد. برخی از کشورها تلاش کرده‌اند تا سایت‌ها یا کلماتی را که آزادی اینترنت را محدود می‌کنند، ممنوع کنند. از دهه ۱۹۹۰، نهادهای نظارتی اروپایی نسبت به شرکت‌های فناوری آمریکایی استانداردهای بالاتری از حریم خصوصی داشته‌اند. همچنین نهادهای نظارتی اروپایی به دنبال حذف سخنان نفرت‌انگیز از شبکه‌های خود بوده‌اند که توسط متمم اول قابل تحمل است اما در اروپا غیرقانونی است.
برخی معتقدند که آزادی اینترنت یک حق بشر نیست. به عقیده آنها، قرار دادن چیزی مانند آزادی اینترنت به عنوان یک حقوق بشر می‌تواند آنچه را که حقوق بشر به آن اشاره می‌کند تضعیف کند. به عنوان مثال مردم برای سرورها هزینه می‌کنند و آن را راه اندازی می‌کنند و مالک آن می‌شوند، در نتیجه می‌گویند که بر همان سرورها حق دارند که این امر باعث حق به جانب بودن آنها می‌شود. برخی از کشورها میزان دسترسی شهروندان خود به اینترنت را به درجات مختلفی محدود می‌کنند.
جمهوری خلق چین بیشترین تعداد کاربران اینترنت در جهان را دارد که حدود ۳۳۰ میلیون نفر از جمله ۷۰ میلیون وبلاگ نویس تخمین زده می‌شود. چین یکی از پیچیده‌ترین و تهاجمی‌ترین رژیم‌های سانسور و کنترل اینترنت در جهان محسوب می‌شود که تحت پروژه دیوار آتش بزرگ چین اینترنت را سانسور می‌کند. در فهرست سال ۲۰۲۰ خانه آزادی، چین در رتبه آخر از ۶۴ کشور در زمینه آزادی اینترنت قرار داد. همچنین بر پایه فهرست ۲۰۲۲، خانه آزادی، جمهوری اسلامی ایران را جزء گروه غیرآزادترین کشورها از نظر دسترسی به اینترنت قرار داد. در سال ۲۰۲۲، جمهوری اسلامی فلج کننده‌ترین سانسور اینترنت را بر ایران اعمال کرد.